# Jacques-Désiré Périatambée
Jacques-Désiré Périatambée (ur. 15 października 1975 w Curepipe) – maurytyjski piłkarz grający na pozycji defensywnego pomocnika. Posiada także obywatelstwo francuskie.

## Kariera klubowa
Périatambée urodził się na Mauritiusie. Karierę piłkarską rozpoczął we Francji, w klubie AJ Auxerre. W 1944 roku zadebiutował w jego rezerwach w czwartej lidze francuskiej. W latach 1997–1999 był wypożyczony do drugoligowego Troyes AC. W 1999 roku wrócił do Auxerre, ale nadal grał w rezerwach. W 2000 roku przeszedł do Grenoble Foot 38. W 2001 roku awansował z nim z trzeciej do drugiej ligi. W Grenoble grał do 2003 roku.
W 2003 roku Périatambée przeszedł do pierwszoligowego Le Mans UC72. Zadebiutował w nim 2 sierpnia 2003 w zremisowanym 0:0 wyjazdowym meczu z RC Lens. W 2004 roku spadł z Le Mans do drugiej ligi, a w sezonie 2005/2006 ponownie grał we francuskiej ekstraklasie.
Latem 2006 Périatambée został zawodnikiem drugoligowego Chamois Niortais FC. Po dwóch latach gry w nim przeszedł do Dijon FCO. Grał w nim do końca 2009 roku, a na początku 2010 został zawodnikiem SC Bastia. Wiosną 2010 spadł z Bastią do trzeciej ligi.
| Sezon   | Klub                | Kraj    | Rozgrywki  | Mecze | Bramki | Rozgrywki Europy | Mecze | Bramki |
| ------- | ------------------- | ------- | ---------- | ----- | ------ | ---------------- | ----- | ------ |
| 1994/95 | AJ Auxerre B        | Francja | CFA        | ?     | ?      | -                | -     | -      |
| 1995/96 | AJ Auxerre B        | Francja | CFA        | ?     | ?      | -                | -     | -      |
| 1996/97 | AJ Auxerre B        | Francja | CFA        | ?     | ?      | -                | -     | -      |
| 1997/98 | Troyes AC (wyp.)    | Francja | Division 2 | 12    | 0      | -                | -     | -      |
| 1998/99 | Troyes AC (wyp.)    | Francja | Division 2 | 13    | 0      | -                | -     | -      |
| 1999/00 | AJ Auxerre B        | Francja | CFA        | 7     | 0      | -                | -     | -      |
| 2000/01 | Grenoble Foot 38    | Francja | National   | 35    | 3      | -                | -     | -      |
| 2001/02 | Grenoble Foot 38    | Francja | Division 2 | 36    | 0      | -                | -     | -      |
| 2002/03 | Grenoble Foot 38    | Francja | Ligue 2    | 33    | 0      | -                | -     | -      |
| 2003/04 | Le Mans UC72        | Francja | Ligue 1    | 30    | 0      | -                | -     | -      |
| 2004/05 | Le Mans UC72        | Francja | Ligue 2    | 17    | 2      | -                | -     | -      |
| 2005/06 | Le Mans UC72        | Francja | Ligue 1    | 12    | 0      | -                | -     | -      |
| 2006/07 | Chamois Niortais FC | Francja | Ligue 2    | 30    | 0      | -                | -     | -      |
| 2007/08 | Chamois Niortais FC | Francja | Ligue 2    | 35    | 1      | -                | -     | -      |
| 2008/09 | Dijon FCO           | Francja | Ligue 2    | 21    | 0      | -                | -     | -      |
| 2009/10 | Dijon FCO           | Francja | Ligue 2    | 9     | 0      | -                | -     | -      |
| 2009/10 | SC Bastia           | Francja | Ligue 2    | 18    | 0      | -                | -     | -      |
| 2010/11 | SC Bastia           | Francja | National   | 33    | 0      | -                | -     | -      |
| 2011/12 | SC Bastia           | Francja | Ligue 2    | 15    | 0      | -                | -     | -      |

Stan na: 23 czerwca 2012 r.

## Kariera reprezentacyjna
W reprezentacji Mauritiusa Périatambée zadebiutował w 1998 roku. W kadrze narodowej grał bez sukcesów do 2006 roku. Rozegrał w niej 18 meczów i strzelił 1 gola.